# Željka Cvijanović
Željka Cvijanović (in serbo cirillico: Жељка Цвијановић) (Teslić, 4 marzo 1967) è una politica bosniaca di etnia serba, membro della Presidenza della Bosnia Erzegovina e precedentemente Presidente della Repubblica Serba di Bosnia ed Erzegovina dal 2018 al 2022.
Dal 2013 al 2018, è stata l'undicesima prima ministra della Republika Srpska. Alle elezioni generali del 2022 è stata eletta presidente di turno della Bosnia Erzegovina in rappresentanza dell'etnia serba, prima donna ad essere eletta per rivestire tale carica.

## Biografia
Cvijanović è nata Željka Grabovac a Teslić, in Bosnia ed Erzegovina, il 4 marzo 1967. Prima di dedicarsi alla politica a tempo pieno, era un'insegnante di inglese. Cvijanović ha studiato presso la Facoltà di Filosofia dell'Università di Sarajevo, la Facoltà di Filosofia di Banja Luka e la Facoltà di Giurisprudenza di Banja Luka. È docente di lingua e letteratura inglese e ha conseguito anche un master in diritto diplomatico e consolare presso la Banja Luka Law School su "The International and legal status of the EU".

## Carriera
Cvijanović ha lavorato come insegnante di inglese e come interprete senior e assistente per la missione di monitoraggio dell'Unione europea in Bosnia-Erzegovina. Successivamente è stata consigliere per l'integrazione europea e la cooperazione con le organizzazioni internazionali del primo ministro della Republika Srpska Milorad Dodik; come capo di gabinetto degli affari del primo ministro ha diretto l'Unità per il coordinamento e l'integrazione europea.
Nella legislatura 2010-2014, Cvijanović è stata membro esterno del Comitato per l'integrazione europea e la cooperazione regionale dell'Assemblea nazionale della Republika Srpska. Il 29 dicembre 2010 è stata nominata ministro degli affari economici e della cooperazione regionale nel governo della Republika Srpska guidato dal primo ministro Aleksandar Džombić. Il 12 marzo 2013, Cvijanović è stato nominata primo ministro della Republika Srpska, succedendo a Džombić. Come nuovo primo ministro, è diventata la prima donna a ricoprire quell'incarico.
Alle elezioni generali del 2014, Cvijanović si è presentata candidata della coalizione in carica SNSD - DNS - SP per il componente serbo della Presidenza della Bosnia ed Erzegovina. Ha perso contro il candidato dell'opposizione Mladen Ivanić (PDP) con un margine ristretto, ed è stata successivamente riconfermata primo ministro della Republika Srpska nel 15° gabinetto.

### Presidente della Republika Srpska
Alle elezioni generali del 2018, Cvijanović è stata eletta presidente della Republika Srpska, assumendo l'incarico il 19 novembre 2018. L'11 aprile 2022, lei e Milorad Dodik, il membro serbo della presidenza bosniaca, hanno subito critiche dal Regno Unito per aver tentato di minare la legittimità della Bosnia ed Erzegovina: il ministro degli Esteri britannico Liz Truss ha affermato che Dodik e Cvijanović "stanno deliberatamente minando la pace conquistata a fatica in Bosnia ed Erzegovina. Incoraggiati da Putin [Vladimir Putin], il loro comportamento sconsiderato minaccia la stabilità e la sicurezza nei Balcani occidentali".  Il 15 novembre 2022, Cvijanović è stata sostituita da Dodik come presidente della Republika Srpska.

## Vita privata
Željka è sposata con Aleksandar Cvijanović e insieme hanno due figli. È di discendenza paterna serbo-bosniaca e materna croata-bosniaca.